# امین‌شهر
اَمین‌شَهر شهری که دهستان حسین‌آباد ، بخش مرکزی شهرستان انار استان کرمان ایران است. این شهر به علت قرار گرفتن در دهستان حسین‌آباد گاهی به اشتباه با نام حسین آباد نام برده می شود.
این شهر در شمال خاوری استان کرمان قرار دارد.

## در قدیم
در فرهنگ جغرافیائی آبادیهای کشور ایران در مورد حسین‌آباد آمده:حسین‌آباد دهی است در شمال خاوری استان کرمان حسین‌آباد در استان کرمان است.
حسین‌آباد دهی است از شهر انار، استان کرمان. طج (طول جغرافیایی) َ۲۰ ۵۵°، عج (عرض جغرافیایی) ۵۱َ ۳۰°، ارتفاع م (ارتفاع متوسط) ۱۴۰۴ متر. کویری، گرم و خشک، در ۸ کیلومتری جنوب خاوری انار، و ۱۰۲ ک. م باختری رفسنجان. زبان:فارسی دین:اسلام؛ شیعه. اصلی‌ترین طوایف از طایفه‌های جدید و فارس و عرب. کار و پیشه:کشاورزی؛ دامداری و فرشبافی؛ فرشها با طرح کاشان و اصفهان. کشت:آبی؛ آب از کاریز و چاه‌های ژرف و نیم ژرف. فراورده‌ها: پسته گندم، جو، پنبه، یونجه. رستنی‌ها:پوشش برای چرای دام درختان اسکنبیل.
جانوران: خرگوش؛ شغال، کلاغ، روباه، جوجه تیغی.

## در حال حاضر
کشاورزی آن تک محصولی می‌باشد و تنها به باغات پسته اختصاص دارد. همچنین در چند سال اخیر پیشرفت قابل توجهی داشته‌است. تولید محصول پسته از نوع مرغوب و فروش و صادرات آن باعث گردیده حجم سرمایه در دست مردم این شهر بالا رود و به تبع آن نقدینگی بیشتر شده. همچنین ایجاد باغات جدید پسته و احتیاج مبرم کشاورزان به نیروی کار باعث ایجاد کار فراوان شده که این امر باعث مهاجرت اتباع بیگانه افغانی فراوان به این شهر شده‌است.

## مختصات جغرافیایی
طج (طول جغرافیایی) َ۲۰ ۵۵°، عج (عرض جغرافیایی) ۵۱َ ۳۰°
- ارتفاع م (ارتفاع متوسط) ۱۴۰۴ متر
- کویری، گرم خشک
- در ۸ کیلومتری جنوب خاوری انار. م باختری رفسنجان.
- جمعیت آن در سرشماری ۱۳۴۵ خورشیدی، برابر با ۳۹۸ تن بوده که در سال ۱۳۹۰ به ۳۷۷۲ نفر رسیده‌است. در چند سال اخیر به علت گرمی بیش از حد هوا بارندگی در این شهر بسیار کاهش یافته که برخی از کارشناسان دلیل این امر را آلودگی معادن مس نزدیک به شهر ذکر می‌کنند.

## مردم
- زبان:فارسی
- دین:اسلام؛ شیعه
- طایفه‌ها: جدید و فارس و عرب؛ ولی در چند سال اخیر طایفه‌هایی از اطراف و اکناف مخصوصاً شهرستان شهربابک به این شهر آمده‌اند.
- کار و پیشه:کشاورزی؛ خیلی کم دامداری و تا حدودی فرشبافی(۹۹ دستگاه)؛ فرشها با طرح کاشان و اصفهان.
- مردم امین شهر مردمی بسیار مهمان نواز و خون‌گرم بوده و در میان آن‌ها استعدادهایی نیز به چشم می‌خورد. درجه علمی این شهر نیز چشمگیر است.

### جمعیت
بر پایه سرشماری عمومی نفوس و مسکن در سال ۱۳۹۵ جمعیت این شهر ۴٬۴۱۳ نفر (۱٬۲۸۸ خانوار) بوده‌است.

## کشاورزی
کشت:آبی؛ آب از کاریز و بیشتر از چاه‌های ژرف و نیم ژرف. آب بدست آمده در سالهای نخست شیرین و مناسب بود که همین امر باعث کاشت سبزی و صیفی نیز می‌شد اما در سالهای اخیر به علت گسترش باغات کشاورزی پسته و احتیاج روزافزون این باغات به آب باعث گردید تا چاه‌های ژرف زیادی در منطقه حفر شود که این خود باعث شوری و تلخی تدریجی آبها و کاهش سطح آبهای زیرزمینی این منطقه شده.
فراورده‌ها: در قدیم:گندم، جو، پنبه، یونجه سبزی و صیفی ولی در حال حاضر کشاورزی آن تک محصولی بوده و فقط به محصول پسته اختصاص دارد. باید گفت که گهگاهی نیز بعضی از افراد در زمستان اقدام به کاشت شلغم می‌کنند.

## طبیعت
رستنی‌ها:پوشش گیاهی برای چرای دام درختان اسکنبیل است ولی رستنی‌های خودروی دیگری هم در این منطقه رشد می‌کنند که زیاد چشمگیر نیستند. همچنین خاک منطقه بیشتر ریگ همراه با رُس است، در شمال محلی سرشاخه‌های رشته کوه‌های زاگرس مرکزی و در جنوب محلی تپه ماهورهای وابسته به کوه‌های سر تخت و بدبخت کوه قرار گرفته. بیشتر طبیعت آن را باغات پسته تشکیل می‌دهد. سطح منطقه تقریباً صاف و هموار می‌باشد ولی شیب خیلی کند و طولانی به طرف شمال شرق جغرافیایی دارد.

## حیات وحش
جانوران: حیوانات شامل: خرگوش؛ لاک‌پشت؛ جوجه تیغی؛ بزمجه؛ شغال؛ روباه؛ سگ؛ موش صحرایی؛ موش کور
پرندگان شامل: جغد؛ خفاش؛ کبوتر چاهی؛ فاخته؛ شاهین؛ دم جنبانک، چکاوک؛ گنجشک؛ هدهد.

## دستگاه‌ها و ارگانها
دارای فروشگاه زنجیره‌ای، کلانتری، اداره آب و فاضلاب شهری، شهرداری، مخابرات، پست بانک، دارالقرآن، مهدالرضا، بانک‌های ملی - ملت - صادرات، صندوق تعاون اسلامی، صندوق ارشاد اسلامی، درمانگاه سجاد، اورژانس ۱۱۵، داروخانه شبانه‌روزی، ستاد عتبات عالیات، هنرستان فنی و حرفه‌ای دخترانه، زورخانه بابا علی، کارواش، مجموعه تفریحی سنتی، پمپ بنزین، پنج مدرسه، دانشگاه علمی و کاربردی، کتابخانه، ترمینالهای ضبط پسته، حوزه سپاه، گلزار شهدا، دو سالن ورزشی و پنج مسجد است.

## مناطق وابسته
روستای جمشید آباد، امین آباد، داوود آباد و منطقه عزت‌آباد در جنوب خاوری وابسته به این شهر هستند.

## اخبار سالهای اخیر
پنجشنبه شب مورخ ۱۳۹۱/۱۱/۱۹ مجموعه ورزشی ولی عصر امین شهر با حضور نجار استاندار کرمان، دکتر آذین نماینده مجلس، فرماندار انار آقای موحدی نیا، بخشدار انار، شهردار امین شهر، امام جمعه امین شهر و تنی چند از مسئولین دیگر افتتاح گردید. در ابتدا جاده آسفالته امین شهر به بیاض، سپس مجموعه آتش‌نشانی امین شهر و در انتها مجموعه ورزشی ولی عصر (ع) افتتاح شد.

## نگارخانه

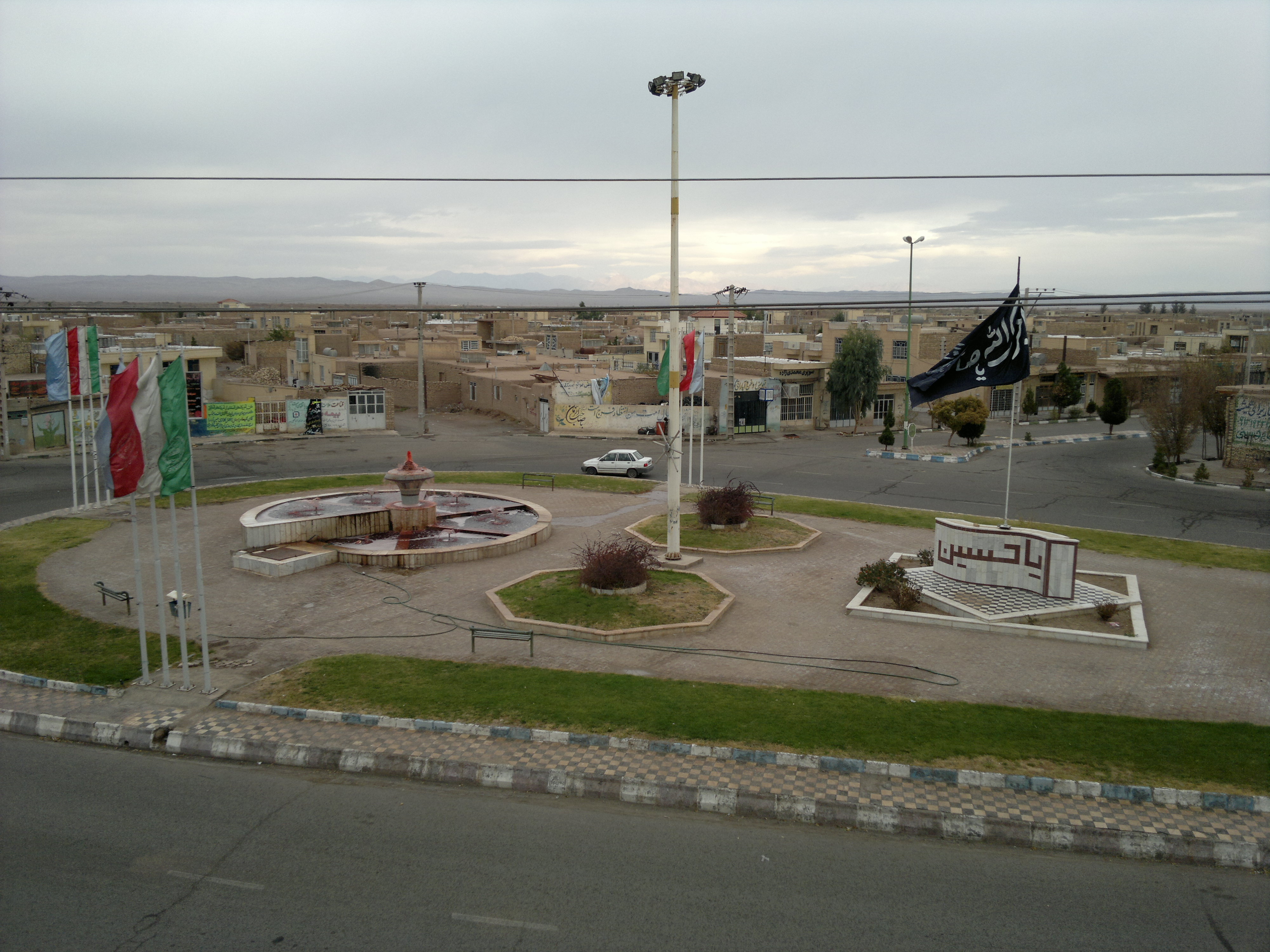
میدان امام حسین امین شهر عکس گرفته شده توسط محمد صادقی علی‌آبادی
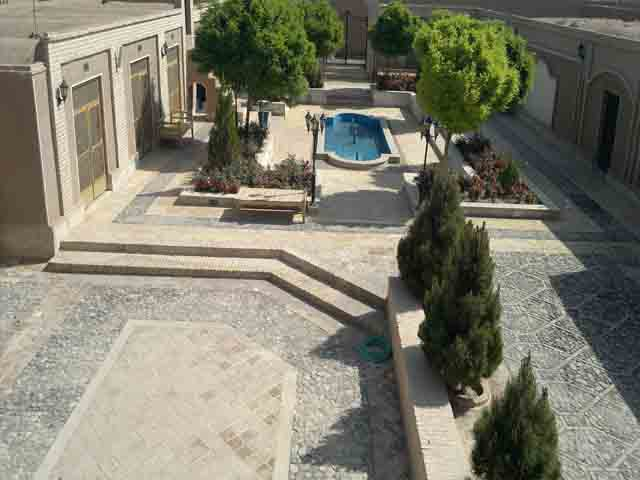
نمایی دیگر از بافت تاریخی امین شهر
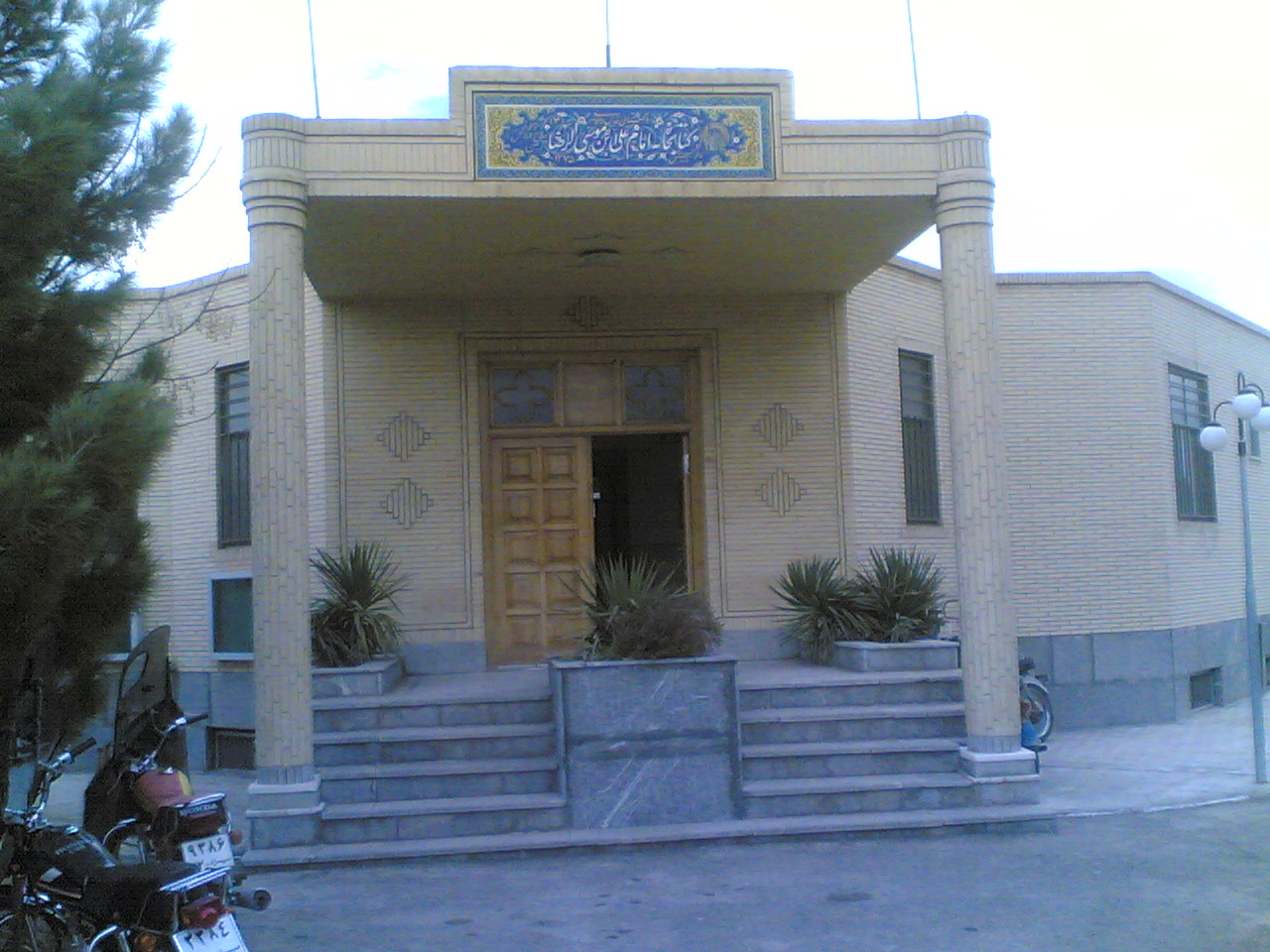
کتابخانه امام علی بن موسی الرضا امین شهر
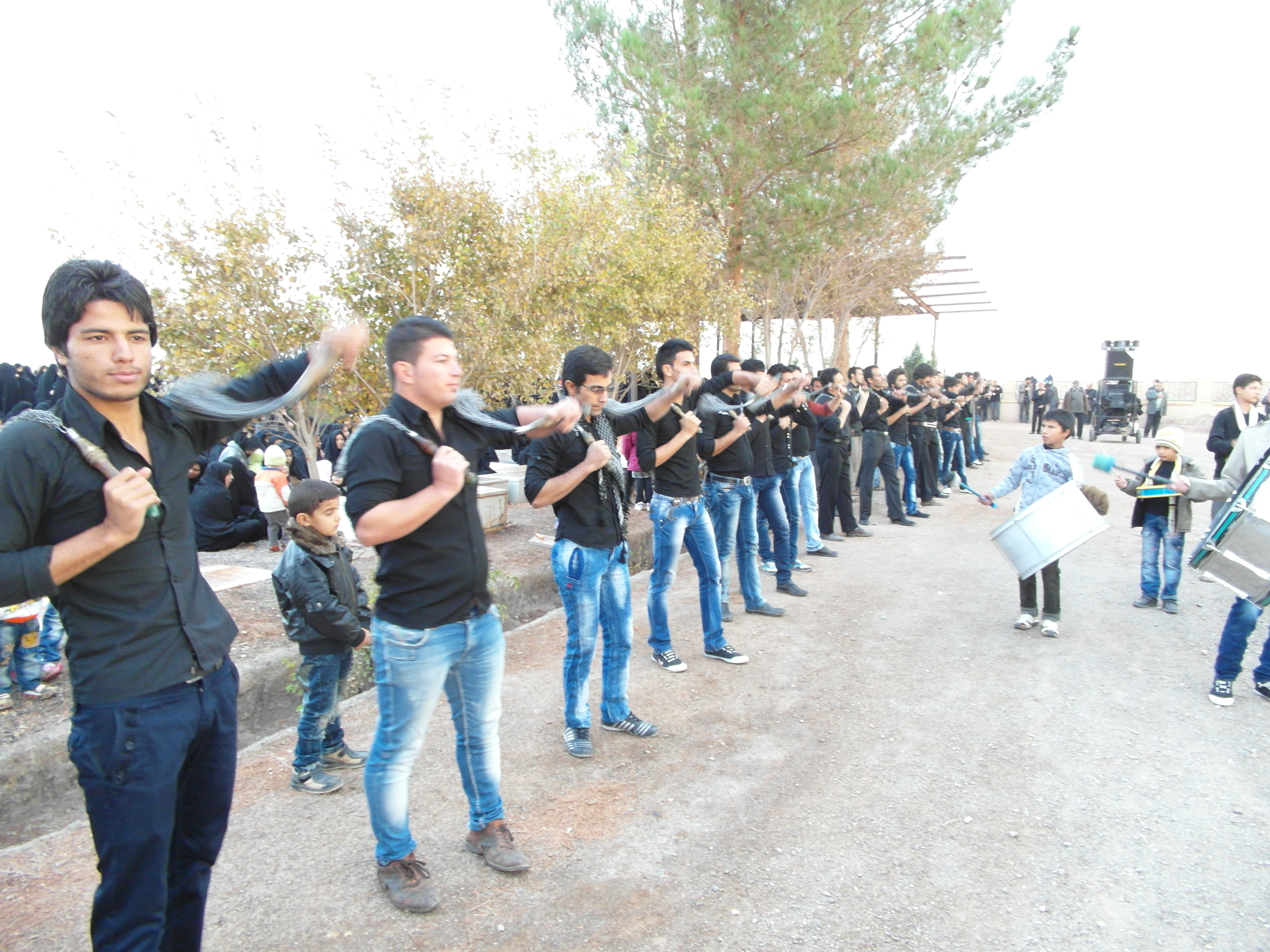
جوانان امین شهر
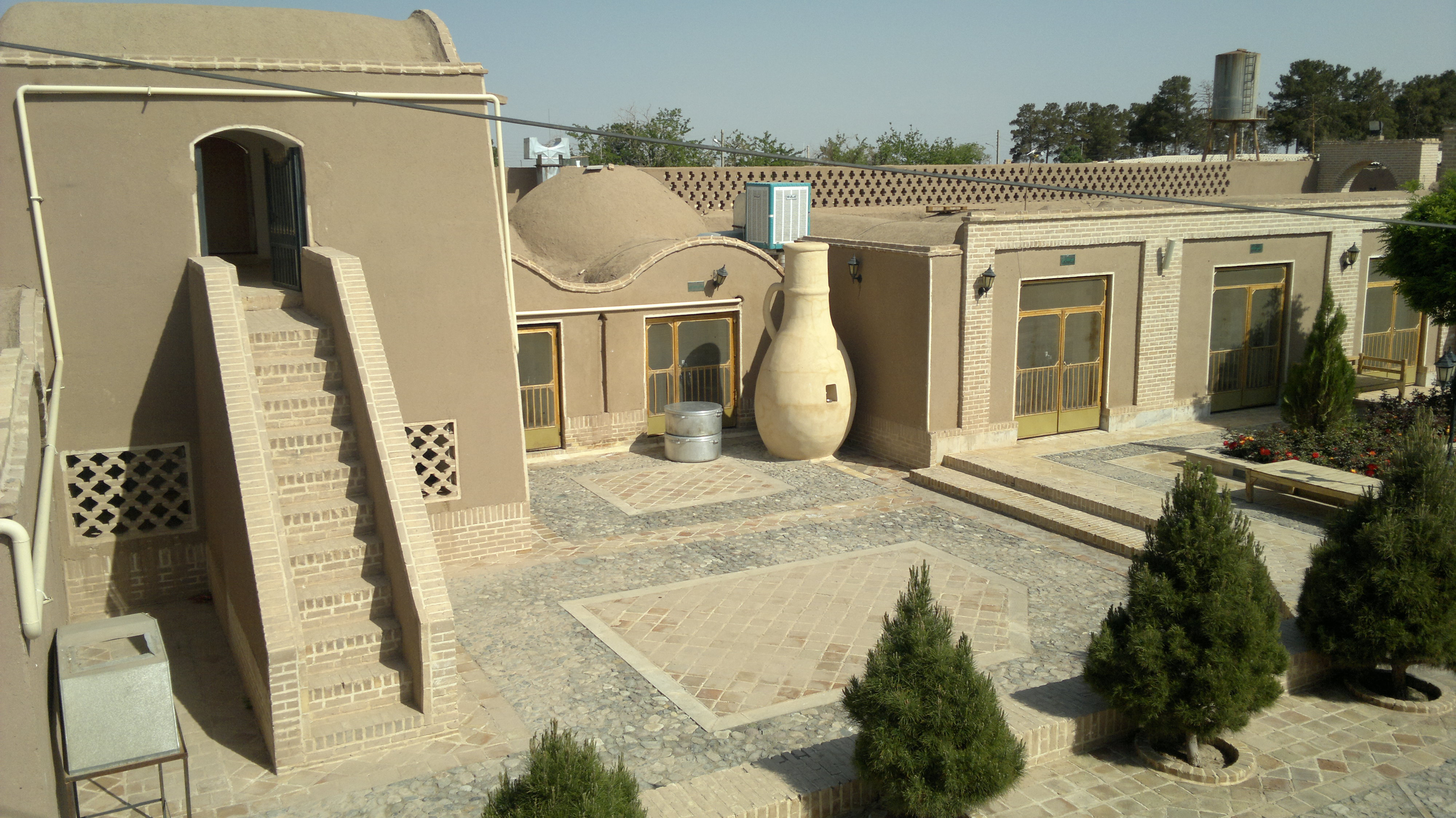
بافت تاریخی امین شهر
درب ورودی مسجد جامع الرسول امین شهر
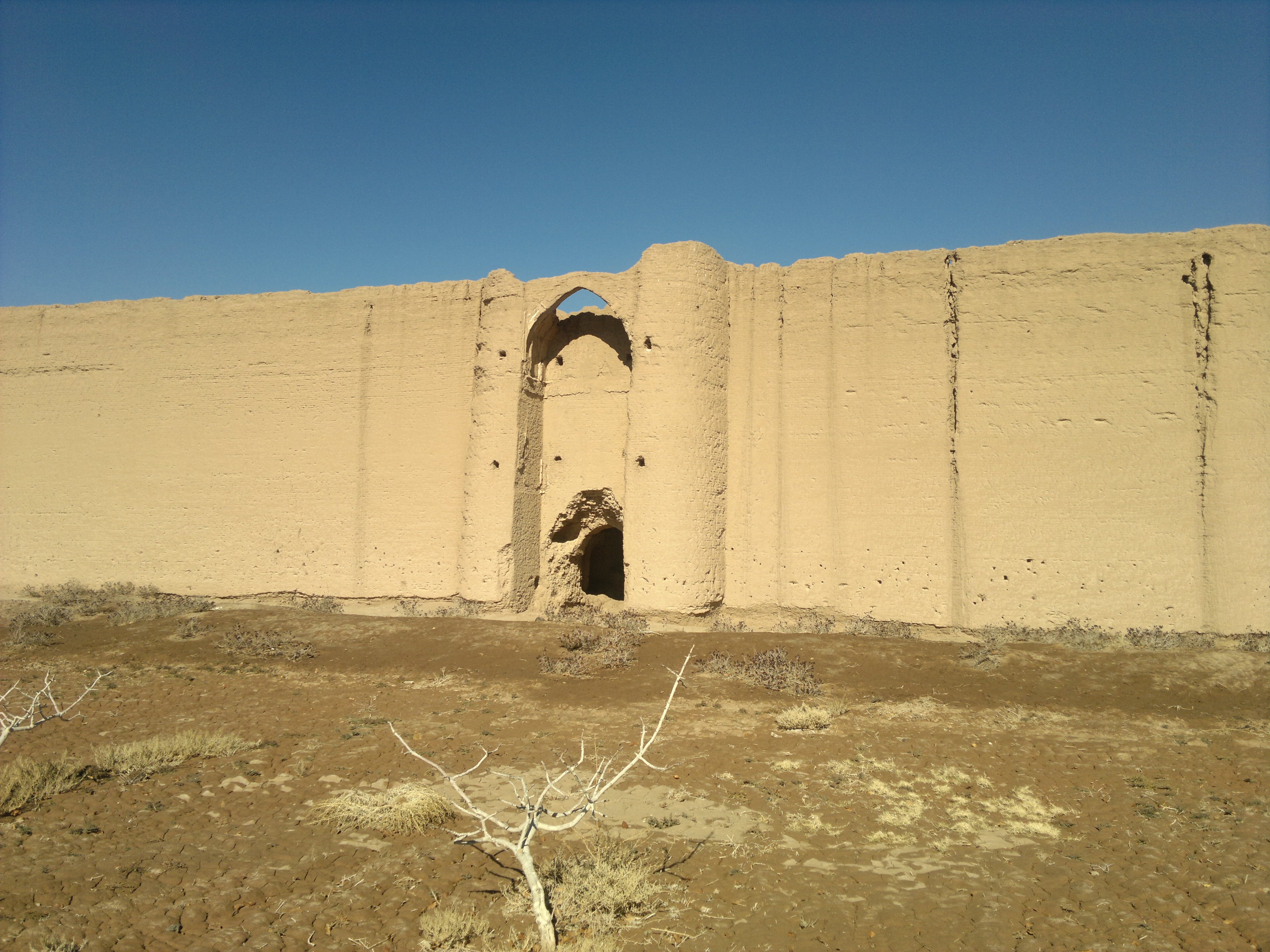
قلعه تاریخی داوود آباد ۰۲